# Ahmet Örken
Ahmet Örken, nascido a 12 de março de 1993 em Çumra, é um ciclista turco que milita na equipa Salcano Sakarya. Representou a seu país nos Jogos Olímpicos de Rio de Janeiro 2016.

## Palmarés
| 2013 - 1 etapa da Volta a Marrocos - 2 etapas da Volta a Sérvia 2014 - Campeonato da Turquia Contrarrelógio - 1 etapa da Volta ao Lago Qinghai 2015 - 1 etapa da Volta a Marrocos - 1 etapa do Tour do Mar Negro - Campeonato da Turquia Contrarrelógio - Tour de Mevlana, mais 3 etapas - Tour de Aegean, mais 2 etapas 2016 - Campeonato da Turquia Contrarrelógio - 2º no Campeonato da Turquia em Estrada | 2017 - Les challenges Marche Verte-G. P. Al Massira - 1 etapa da Volta a Sérvia - Campeonato da Turquia Contrarrelógio - 3º no Campeonato da Turquia em Estrada - 2 etapas da Volta ao Lago Qinghai 2017\|Volta ao Lago Qinghai 2018 - 2 etapas do Tour de Mevlana - Campeonato da Turquia Contrarrelógio - 1 etapa do Tour de Capadocia 2019 - 1 etapa do Tour da Mesopotamia |